# Émile Seeldrayers
Émile Seeldrayers, auch Emiel Seeldrayers (* 24. Januar 1847 in Gent, Belgien; † 21. Mai 1933 in Brüssel), war ein belgischer Lepidopterologe und Fußballfunktionär sowie Genremaler und Illustrator der Düsseldorfer Schule.

## Leben

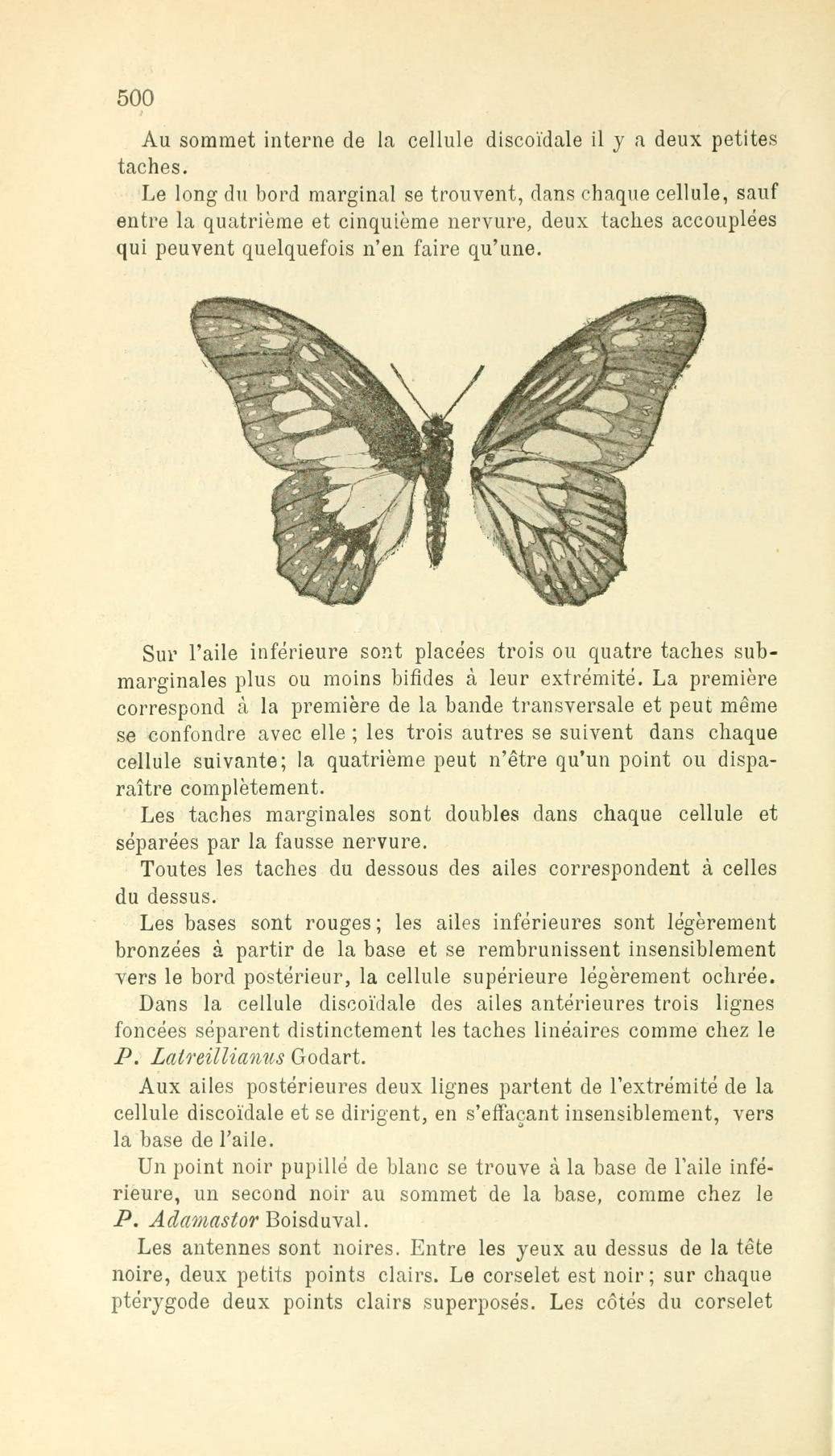
Ausschnitt aus: Lèpidoptéres nouveaux du Congo, 1896

Seeldrayers begann seine künstlerische Ausbildung in Gent. Am 7. November 1867 schrieb er sich zum Studium in der Antikenklasse der Kunstakademie München ein. In den Jahren 1870 bis 1875 besuchte er die Kunstakademie Düsseldorf. Dort waren Karl Müller und Wilhelm Sohn seine Lehrer. Außerdem nahm er privaten Unterricht bei Hermann Knackfuß, Eduard Ireland und Julius Roeting. In den Jahren 1875 bis 1878 war er Mitglied des Künstlervereins Malkasten. Später kehrte er nach Belgien zurück und lebte in Ixelles und Brüssel. Als Illustrator gestaltete er Bilder zu Werken von Camille Lemonnier.
Seeldrayers war der Vater des 1876 in Düsseldorf geborenen Rodolphe William Seeldrayers, des vierten Präsidenten des Weltfußballverbands FIFA, und Vater des Jugendstil-Architekten Fritz Seeldrayers (1878–1963). Beide Söhne waren begeisterte Fußballer. 1894 wurde Émile Seeldrayers Vorsitzender des Ixelles Football Club (Union F.C. d’Ixelles). Als solcher gehört er zu den Pionieren des Fußballs in Belgien. Außer für die Malerei und den Fußball interessierte er sich für die Insektenkunde und war Mitglied der Société royale d’entomologie de Belgique. 1896 publizierte er über die Schmetterlingsarten Cymothoe cloetensi und Graphium aurivilliusi.

## Werke (Auswahl)
- Der Umzug zur Dreihundertjahrfeier der Genter Pazifikation, 1876
- Clinique vétérinaire (Klinik in der Tierarzneischule), 1884[6]
- Der Markt zu Düsseldorf, ausgestellt 1888
- Maternité, 1896